# World Endurance Championship 2023
opFIA World Endurance Championship 2023 – jedenasty sezon World Endurance Championship organizowany przez Fédération Internationale de l’Automobile (FIA) i Automobile Club de l’Ouest (ACO). W sezonie wzięły udział prototypy i grand tourery podzielone na trzy kategorie: Hypercar, LMP2, LMGTE Am. Sezon rozpoczął się wyścigiem na torze Sebring a zakończył na torze w Bahrajnie.
Mistrzostwo świata producentów Hypercar wywalczyła Toyota.
Puchar świata zespołów Hypercar zdobył Hertz Team Jota.
Trofea endurance pośród zespołów zdobyli: Team WRT (LMP2) oraz Corvette Racing (LMGTE Am).
Mistrzostwo świata kierowców Hypercar zdobyli: Sébastien Buemi, Brendon Hartley oraz Ryō Hirakawa.
Trofea endurance wśród kierowców wywalczyli: Rui Andrade, Louis Delétraz i Robert Kubica (LMP2) oraz Nicky Catsburg, Ben Keating i Nicolás Varrone (LMGTE Am).

## Klasy
Prototypy
- Hypercar (Le Mans Hypercar (LMH) i Le Mans Daytona h (LMDh))
- Le Mans Prototype 2 (LMP2)

Samochody GT
- Le Mans Grand Touring Endurance Am (LMGTE Am)

Był to ostatni sezon dla klasy LMGTE Am, która została zastąpiona w przyszłym sezonie klasą LMGT3 opartą na samochodach FIA GT3. Był to też ostatni sezon dla klasy LMP2, która nie będzie się ścigać w pełnym sezonie WEC, ale dalej będzie brać udział w wyścigu Le Mans. Organizatorzy Le Mans zapewnili, że stawka LMP2 od 2024 roku będzie liczyć 15 aut.

## Zmiany regulaminowe
Kwalifikacje zostały podzielone na trzy osobne sesje w poszczególnych kategoriach, co było zmianą z dotychczasowych dwóch sesji, z których jedna była poświęcona autom LMGTE, a druga – zarezerwowana dla prototypów.
Od tego sezonu zakazano korzystania z urządzeń do ogrzewania opon. Po problemach z dogrzewaniem opon podczas wyścigu 6 Hours of Spa-Francorchamps zakaz ten został uchylony wyłącznie na Le Mans, gdzie urządzenia zasilano zrównoważonym paliwem wytworzonym przez TotalEnergies.
Producenci mogli wystawić maksymalnie dwa auta, które punktowały w klasyfikacji Mistrzostw świata producentów Hypercar. Kolejne auta tego samego producenta rywalizowały z zespołami prywatnymi o nowy Puchar świata zespołów Hypercar.
Liczba dostępnych mieszanek opon w klasie Hypercar została zmniejszona. Nowy limit wyniósł trzy mieszanki na Le Mans i dwie na pozostałych torach.
Zmianie uległa także procedura neutralizacji Full Course Yellow (FCY), w trakcie której zamykano aleję serwisową. Dotychczas aleja pozostawała otwarta i niektóre zespoły mogły zyskiwać znaczną przewagę dzięki wykonywaniu postoju podczas FCY.

## Kalendarz
Kalendarz na ten sezon został zaprezentowany 29 września 2022 roku.
| Runda | Wyścig                       | Tor                                | Lokalizacja                | Termin        |
| ----- | ---------------------------- | ---------------------------------- | -------------------------- | ------------- |
| 1     | 1000 Miles of Sebring        | Sebring International Raceway      | Sebring, Stany Zjednoczone | 17 marca      |
| 1     | 6 Hours of Portimão          | Autódromo Internacional do Algarve | Portimão, Portugalia       | 16 kwietnia   |
| 3     | 6 Hours of Spa-Francorchamps | Circuit de Spa-Francorchamps       | Stavelot, Belgia           | 29 kwietnia   |
| 4     | 24 Hours of Le Mans          | Circuit de la Sarthe               | Le Mans, Francja           | 10–11 czerwca |
| 5     | 6 Hours of Monza             | Autodromo Nazionale di Monza       | Monza, Włochy              | 9 lipca       |
| 6     | 6 Hours of Fuji              | Fuji Speedway                      | Oyama, Japonia             | 10 września   |
| 7     | 8 Hours of Bahrain           | Bahrain International Circuit      | As-Sachir, Bahrajn         | 4 listopada   |

## Lista startowa
Proces rejestracji zgłoszeń na pełny sezon został przeprowadzony między 8 grudnia 2022 a 5 stycznia 2023. Lista startowa została zaprezentowana 11 stycznia 2023 roku.

### Hypercar
Wszystkie zespoły korzystały z opon Michelin.
| Cadillac Racing           | Cadillac V-Series.R    | 2   | Earl Bamber            | Wszystkie | [ 12 ] [ 13 ] [ 14 ]        |
| Cadillac Racing           | Cadillac V-Series.R    | 2   | Alex Lynn              | Wszystkie | [ 12 ] [ 13 ] [ 14 ]        |
| Cadillac Racing           | Cadillac V-Series.R    | 2   | Richard Westbrook      | Wszystkie | [ 12 ] [ 13 ] [ 14 ]        |
| Floyd Vanwall Racing Team | Vanwall Vandervell 680 | 4   | Esteban Guerrieri      | Wszystkie | [ 14 ] [ 15 ] [ 16 ] [ 17 ] |
| Floyd Vanwall Racing Team | Vanwall Vandervell 680 | 4   | Tom Dillmann           | 1–4       | [ 14 ] [ 15 ] [ 16 ] [ 17 ] |
| Floyd Vanwall Racing Team | Vanwall Vandervell 680 | 4   | Tristan Vautier        | 4–7       | [ 14 ] [ 15 ] [ 16 ] [ 17 ] |
| Floyd Vanwall Racing Team | Vanwall Vandervell 680 | 4   | Jacques Villeneuve     | 1–3       | [ 14 ] [ 15 ] [ 16 ] [ 17 ] |
| Floyd Vanwall Racing Team | Vanwall Vandervell 680 | 4   | João Paulo de Oliveira | 5–6       | [ 14 ] [ 15 ] [ 16 ] [ 17 ] |
| Floyd Vanwall Racing Team | Vanwall Vandervell 680 | 4   | Ryan Briscoe           | 7         | [ 14 ] [ 15 ] [ 16 ] [ 17 ] |
| Porsche Penske Motorsport | Porsche 963            | 5   | Dane Cameron           | Wszystkie | [ 18 ] [ 19 ] [ 20 ]        |
| Porsche Penske Motorsport | Porsche 963            | 5   | Michael Christensen    | Wszystkie | [ 18 ] [ 19 ] [ 20 ]        |
| Porsche Penske Motorsport | Porsche 963            | 5   | Frédéric Makowiecki    | Wszystkie | [ 18 ] [ 19 ] [ 20 ]        |
| Porsche Penske Motorsport | Porsche 963            | 6   | Kévin Estre            | Wszystkie | [ 18 ] [ 19 ] [ 20 ]        |
| Porsche Penske Motorsport | Porsche 963            | 6   | André Lotterer         | Wszystkie | [ 18 ] [ 19 ] [ 20 ]        |
| Porsche Penske Motorsport | Porsche 963            | 6   | Laurens Vanthoor       | Wszystkie | [ 18 ] [ 19 ] [ 20 ]        |
| Toyota Gazoo Racing       | Toyota GR010 Hybrid    | 7   | Mike Conway            | Wszystkie | [ 21 ] [ 22 ]               |
| Toyota Gazoo Racing       | Toyota GR010 Hybrid    | 7   | Kamui Kobayashi        | Wszystkie | [ 21 ] [ 22 ]               |
| Toyota Gazoo Racing       | Toyota GR010 Hybrid    | 7   | José María López       | Wszystkie | [ 21 ] [ 22 ]               |
| Toyota Gazoo Racing       | Toyota GR010 Hybrid    | 8   | Sébastien Buemi        | Wszystkie | [ 21 ] [ 22 ]               |
| Toyota Gazoo Racing       | Toyota GR010 Hybrid    | 8   | Brendon Hartley        | Wszystkie | [ 21 ] [ 22 ]               |
| Toyota Gazoo Racing       | Toyota GR010 Hybrid    | 8   | Ryō Hirakawa           | Wszystkie | [ 21 ] [ 22 ]               |
| Hertz Team Jota           | Porsche 963            | 38  | António Félix da Costa | 3–7       | [ 23 ] [ 24 ] [ 14 ] [ 25 ] |
| Hertz Team Jota           | Porsche 963            | 38  | Will Stevens           | 3–7       | [ 23 ] [ 24 ] [ 14 ] [ 25 ] |
| Hertz Team Jota           | Porsche 963            | 38  | Yifei Ye               | 3–7       | [ 23 ] [ 24 ] [ 14 ] [ 25 ] |
| Ferrari AF Corse          | Ferrari 499P           | 50  | Antonio Fuoco          | Wszystkie | [ 26 ] [ 27 ] [ 28 ]        |
| Ferrari AF Corse          | Ferrari 499P           | 50  | Miguel Molina          | Wszystkie | [ 26 ] [ 27 ] [ 28 ]        |
| Ferrari AF Corse          | Ferrari 499P           | 50  | Nicklas Nielsen        | Wszystkie | [ 26 ] [ 27 ] [ 28 ]        |
| Ferrari AF Corse          | Ferrari 499P           | 51  | James Calado           | Wszystkie | [ 26 ] [ 27 ] [ 28 ]        |
| Ferrari AF Corse          | Ferrari 499P           | 51  | Antonio Giovinazzi     | Wszystkie | [ 26 ] [ 27 ] [ 28 ]        |
| Ferrari AF Corse          | Ferrari 499P           | 51  | Alessandro Pier Guidi  | Wszystkie | [ 26 ] [ 27 ] [ 28 ]        |
| Peugeot TotalEnergies     | Peugeot 9x8            | 93  | Paul di Resta          | Wszystkie | [ 29 ] [ 14 ]               |
| Peugeot TotalEnergies     | Peugeot 9x8            | 93  | Mikkel Jensen          | Wszystkie | [ 29 ] [ 14 ]               |
| Peugeot TotalEnergies     | Peugeot 9x8            | 93  | Jean-Éric Vergne       | Wszystkie | [ 29 ] [ 14 ]               |
| Peugeot TotalEnergies     | Peugeot 9x8            | 94  | Loïc Duval             | Wszystkie | [ 29 ] [ 14 ] [ 30 ]        |
| Peugeot TotalEnergies     | Peugeot 9x8            | 94  | Gustavo Menezes        | Wszystkie | [ 29 ] [ 14 ] [ 30 ]        |
| Peugeot TotalEnergies     | Peugeot 9x8            | 94  | Nico Müller            | 1–5, 7    | [ 29 ] [ 14 ] [ 30 ]        |
| Peugeot TotalEnergies     | Peugeot 9x8            | 94  | Stoffel Vandoorne      | 6         | [ 29 ] [ 14 ] [ 30 ]        |
| Proton Competition        | Porsche 963            | 99  | Gianmaria Bruni        | 5–7       | [ 31 ] [ 14 ] [ 32 ] [ 33 ] |
| Proton Competition        | Porsche 963            | 99  | Neel Jani              | 5–7       | [ 31 ] [ 14 ] [ 32 ] [ 33 ] |
| Proton Competition        | Porsche 963            | 99  | Harry Tincknell        | 5–7       | [ 31 ] [ 14 ] [ 32 ] [ 33 ] |
| Glickenhaus Racing        | Glickenhaus 007 LMH    | 708 | Romain Dumas           | 1–5       | [ 34 ] [ 14 ] [ 35 ] [ 36 ] |
| Glickenhaus Racing        | Glickenhaus 007 LMH    | 708 | Olivier Pla            | 1–5       | [ 34 ] [ 14 ] [ 35 ] [ 36 ] |
| Glickenhaus Racing        | Glickenhaus 007 LMH    | 708 | Ryan Briscoe           | 1–2, 4    | [ 34 ] [ 14 ] [ 35 ] [ 36 ] |
| Glickenhaus Racing        | Glickenhaus 007 LMH    | 708 | Franck Mailleux        | 3         | [ 34 ] [ 14 ] [ 35 ] [ 36 ] |
| Glickenhaus Racing        | Glickenhaus 007 LMH    | 708 | Nathanaël Berthon      | 5         | [ 34 ] [ 14 ] [ 35 ] [ 36 ] |
| Listy startowe            |                        |     |                        |           |                             |

1. ↑  Na liście startowej pełnego sezonu zespół Cadillac Racing zadeklarował auto Cadillac V-LMDh[14]. General Motors ogłosiło zmianę nazwy prototypu na Cadillac V-Series.R przy okazji ogłoszenia listy aut na Le Mans[44].

### LMP2
Wszystkie zespoły korzystały z opon Goodyear oraz silników Gibson GK428 V8.
| Prema Racing              | Oreca 07 | 9  | Filip Ugran              | Wszystkie   | [ 47 ] [ 48 ]               |
| Prema Racing              | Oreca 07 | 9  | Bent Viscaal             | Wszystkie   | [ 47 ] [ 48 ]               |
| Prema Racing              | Oreca 07 | 9  | Andrea Caldarelli        | 1, 3, 5     | [ 47 ] [ 48 ]               |
| Prema Racing              | Oreca 07 | 9  | Juan Manuel Correa       | 2, 4, 6–7   | [ 47 ] [ 48 ]               |
| Prema Racing              | Oreca 07 | 63 | Daniił Kwiat             | Wszystkie   | [ 47 ] [ 48 ] [ 49 ]        |
| Prema Racing              | Oreca 07 | 63 | Doriane Pin              | Wszystkie   | [ 47 ] [ 48 ] [ 49 ]        |
| Prema Racing              | Oreca 07 | 63 | Mirko Bortolotti         | 1–4, 7      | [ 47 ] [ 48 ] [ 49 ]        |
| Prema Racing              | Oreca 07 | 63 | Mathias Beche            | 5           | [ 47 ] [ 48 ] [ 49 ]        |
| Prema Racing              | Oreca 07 | 63 | Andrea Caldarelli        | 6           | [ 47 ] [ 48 ] [ 49 ]        |
| Vector Sport              | Oreca 07 | 10 | Gabriel Aubry            | Wszystkie   | [ 14 ] [ 50 ]               |
| Vector Sport              | Oreca 07 | 10 | Ryan Cullen              | Wszystkie   | [ 14 ] [ 50 ]               |
| Vector Sport              | Oreca 07 | 10 | Matthias Kaiser          | Wszystkie   | [ 14 ] [ 50 ]               |
| United Autosports         | Oreca 07 | 22 | Philip Hanson            | Wszystkie   | [ 51 ] [ 52 ] [ 53 ] [ 54 ] |
| United Autosports         | Oreca 07 | 22 | Frederick Lubin          | Wszystkie   | [ 51 ] [ 52 ] [ 53 ] [ 54 ] |
| United Autosports         | Oreca 07 | 22 | Filipe Albuquerque       | 1, 3–4, 6–7 | [ 51 ] [ 52 ] [ 53 ] [ 54 ] |
| United Autosports         | Oreca 07 | 22 | Ben Hanley               | 2, 5        | [ 51 ] [ 52 ] [ 53 ] [ 54 ] |
| United Autosports         | Oreca 07 | 23 | Oliver Jarvis            | Wszystkie   | [ 55 ] [ 56 ] [ 57 ] [ 58 ] |
| United Autosports         | Oreca 07 | 23 | Joshua Pierson           | Wszystkie   | [ 55 ] [ 56 ] [ 57 ] [ 58 ] |
| United Autosports         | Oreca 07 | 23 | Tom Blomqvist            | 1, 3–4, 7   | [ 55 ] [ 56 ] [ 57 ] [ 58 ] |
| United Autosports         | Oreca 07 | 23 | Giedo van der Garde      | 2, 5        | [ 55 ] [ 56 ] [ 57 ] [ 58 ] |
| United Autosports         | Oreca 07 | 23 | Ben Hanley               | 6           | [ 55 ] [ 56 ] [ 57 ] [ 58 ] |
| Jota                      | Oreca 07 | 28 | Pietro Fittipaldi        | Wszystkie   | [ 59 ] [ 60 ]               |
| Jota                      | Oreca 07 | 28 | David Heinemeier Hansson | Wszystkie   | [ 59 ] [ 60 ]               |
| Jota                      | Oreca 07 | 28 | Oliver Rasmussen         | Wszystkie   | [ 59 ] [ 60 ]               |
| Team WRT                  | Oreca 07 | 31 | Robin Frijns             | Wszystkie   | [ 61 ] [ 14 ] [ 62 ]        |
| Team WRT                  | Oreca 07 | 31 | Sean Gelael              | Wszystkie   | [ 61 ] [ 14 ] [ 62 ]        |
| Team WRT                  | Oreca 07 | 31 | Ferdinand Habsburg       | Wszystkie   | [ 61 ] [ 14 ] [ 62 ]        |
| Team WRT                  | Oreca 07 | 41 | Rui Andrade              | Wszystkie   | [ 61 ] [ 14 ] [ 63 ]        |
| Team WRT                  | Oreca 07 | 41 | Louis Delétraz           | Wszystkie   | [ 61 ] [ 14 ] [ 63 ]        |
| Team WRT                  | Oreca 07 | 41 | Robert Kubica            | Wszystkie   | [ 61 ] [ 14 ] [ 63 ]        |
| Inter Europol Competition | Oreca 07 | 34 | Albert Costa             | Wszystkie   | [ 14 ] [ 64 ]               |
| Inter Europol Competition | Oreca 07 | 34 | Fabio Scherer            | Wszystkie   | [ 14 ] [ 64 ]               |
| Inter Europol Competition | Oreca 07 | 34 | Jakub Śmiechowski        | Wszystkie   | [ 14 ] [ 64 ]               |
| Alpine Elf Team           | Oreca 07 | 35 | Olli Caldwell            | Wszystkie   | [ 65 ] [ 14 ] [ 66 ]        |
| Alpine Elf Team           | Oreca 07 | 35 | André Negrão             | Wszystkie   | [ 65 ] [ 14 ] [ 66 ]        |
| Alpine Elf Team           | Oreca 07 | 35 | Memo Rojas               | Wszystkie   | [ 65 ] [ 14 ] [ 66 ]        |
| Alpine Elf Team           | Oreca 07 | 36 | Julien Canal             | Wszystkie   | [ 65 ] [ 14 ] [ 66 ]        |
| Alpine Elf Team           | Oreca 07 | 36 | Charles Milesi           | Wszystkie   | [ 65 ] [ 14 ] [ 66 ]        |
| Alpine Elf Team           | Oreca 07 | 36 | Matthieu Vaxivière       | Wszystkie   | [ 65 ] [ 14 ] [ 66 ]        |
| Listy startowe            |          |    |                          |             |                             |

1. ↑  Białorusini i Rosjanie nie mogli startować pod flagami swoich państw zgodnie z wymogami FIA, które zostały wprowadzone po inwazji Rosji na Ukrainę[68].
2. ↑  Na liście startowej pełnego sezonu zespół Alpine Elf Team zadeklarował auto Alpine A470[14]. Przed rozpoczęciem sezonu zmieniono zasady homologacji i usunięto możliwość zmiany obrandowania oryginalnych konstrukcji przez co Alpine ścigało się Oreką 07 pod jej oryginalną nazwą[67].

### LMGTE Am
Wszystkie zespoły korzystały z opon Michelin.
| AF Corse                | Ferrari 488 GTE Evo      | 21  | Simon Mann            | Wszystkie   | [ 14 ] [ 69 ]                      |
| AF Corse                | Ferrari 488 GTE Evo      | 21  | Ulysse de Pauw        | 1–5         | [ 14 ] [ 69 ]                      |
| AF Corse                | Ferrari 488 GTE Evo      | 21  | Diego Alessi          | 2–3         | [ 14 ] [ 69 ]                      |
| AF Corse                | Ferrari 488 GTE Evo      | 21  | Stefano Costantini    | 1           | [ 14 ] [ 69 ]                      |
| AF Corse                | Ferrari 488 GTE Evo      | 21  | Julien Piguet         | 4–5         | [ 14 ] [ 69 ]                      |
| AF Corse                | Ferrari 488 GTE Evo      | 21  | Kei Cozzolino         | 6–7         | [ 14 ] [ 69 ]                      |
| AF Corse                | Ferrari 488 GTE Evo      | 21  | Hiroshi Koizumi       | 6           | [ 14 ] [ 69 ]                      |
| AF Corse                | Ferrari 488 GTE Evo      | 21  | Franck Dezoteux       | 7           | [ 14 ] [ 69 ]                      |
| AF Corse                | Ferrari 488 GTE Evo      | 54  | Francesco Castellacci | Wszystkie   | [ 14 ] [ 70 ]                      |
| AF Corse                | Ferrari 488 GTE Evo      | 54  | Thomas Flohr          | Wszystkie   | [ 14 ] [ 70 ]                      |
| AF Corse                | Ferrari 488 GTE Evo      | 54  | Davide Rigon          | Wszystkie   | [ 14 ] [ 70 ]                      |
| Richard Mille AF Corse  | Ferrari 488 GTE Evo      | 83  | Luís Pérez Companc    | Wszystkie   | [ 14 ] [ 71 ] [ 70 ]               |
| Richard Mille AF Corse  | Ferrari 488 GTE Evo      | 83  | Alessio Rovera        | Wszystkie   | [ 14 ] [ 71 ] [ 70 ]               |
| Richard Mille AF Corse  | Ferrari 488 GTE Evo      | 83  | Lilou Wadoux          | Wszystkie   | [ 14 ] [ 71 ] [ 70 ]               |
| ORT by TF               | Aston Martin Vantage AMR | 25  | Ahmad Al Harthy       | Wszystkie   | [ 14 ]                             |
| ORT by TF               | Aston Martin Vantage AMR | 25  | Michael Dinan         | Wszystkie   | [ 14 ]                             |
| ORT by TF               | Aston Martin Vantage AMR | 25  | Charlie Eastwood      | Wszystkie   | [ 14 ]                             |
| Corvette Racing         | Chevrolet Corvette C8.R  | 33  | Nicky Catsburg        | Wszystkie   | [ 72 ] [ 14 ] [ 73 ]               |
| Corvette Racing         | Chevrolet Corvette C8.R  | 33  | Ben Keating           | Wszystkie   | [ 72 ] [ 14 ] [ 73 ]               |
| Corvette Racing         | Chevrolet Corvette C8.R  | 33  | Nicolás Varrone       | Wszystkie   | [ 72 ] [ 14 ] [ 73 ]               |
| Project 1 – AO          | Porsche 911 RSR-19       | 56  | Matteo Cairoli        | Wszystkie   | [ 14 ] [ 74 ] [ 75 ]               |
| Project 1 – AO          | Porsche 911 RSR-19       | 56  | P.J. Hyett            | 1, 3–4, 6–7 | [ 14 ] [ 74 ] [ 75 ]               |
| Project 1 – AO          | Porsche 911 RSR-19       | 56  | Gunnar Jeannette      | 1, 3–4, 6–7 | [ 14 ] [ 74 ] [ 75 ]               |
| Project 1 – AO          | Porsche 911 RSR-19       | 56  | Guilherme Oliveira    | 2, 5        | [ 14 ] [ 74 ] [ 75 ]               |
| Project 1 – AO          | Porsche 911 RSR-19       | 56  | Miguel Ramos          | 2           | [ 14 ] [ 74 ] [ 75 ]               |
| Project 1 – AO          | Porsche 911 RSR-19       | 56  | Efrin Castro          | 5           | [ 14 ] [ 74 ] [ 75 ]               |
| Kessel Racing           | Ferrari 488 GTE Evo      | 57  | Takeshi Kimura        | Wszystkie   | [ 76 ] [ 14 ] [ 36 ] [ 77 ] [ 78 ] |
| Kessel Racing           | Ferrari 488 GTE Evo      | 57  | Scott Huffaker        | 1–6         | [ 76 ] [ 14 ] [ 36 ] [ 77 ] [ 78 ] |
| Kessel Racing           | Ferrari 488 GTE Evo      | 57  | Daniel Serra          | 1–4, 7      | [ 76 ] [ 14 ] [ 36 ] [ 77 ] [ 78 ] |
| Kessel Racing           | Ferrari 488 GTE Evo      | 57  | Kei Cozzolino         | 5           | [ 76 ] [ 14 ] [ 36 ] [ 77 ] [ 78 ] |
| Kessel Racing           | Ferrari 488 GTE Evo      | 57  | Ritomo Miyata         | 6           | [ 76 ] [ 14 ] [ 36 ] [ 77 ] [ 78 ] |
| Kessel Racing           | Ferrari 488 GTE Evo      | 57  | Esteban Masson        | 7           | [ 76 ] [ 14 ] [ 36 ] [ 77 ] [ 78 ] |
| Iron Lynx               | Porsche 911 RSR-19       | 60  | Matteo Cressoni       | Wszystkie   | [ 14 ] [ 79 ]                      |
| Iron Lynx               | Porsche 911 RSR-19       | 60  | Alessio Picariello    | Wszystkie   | [ 14 ] [ 79 ]                      |
| Iron Lynx               | Porsche 911 RSR-19       | 60  | Claudio Schiavoni     | Wszystkie   | [ 14 ] [ 79 ]                      |
| Iron Dames              | Porsche 911 RSR-19       | 85  | Sarah Bovy            | Wszystkie   | [ 14 ]                             |
| Iron Dames              | Porsche 911 RSR-19       | 85  | Rahel Frey            | Wszystkie   | [ 14 ]                             |
| Iron Dames              | Porsche 911 RSR-19       | 85  | Michelle Gatting      | Wszystkie   | [ 14 ]                             |
| Dempsey – Proton Racing | Porsche 911 RSR-19       | 77  | Julien Andlauer       | Wszystkie   | [ 14 ]                             |
| Dempsey – Proton Racing | Porsche 911 RSR-19       | 77  | Mikkel Pedersen       | Wszystkie   | [ 14 ]                             |
| Dempsey – Proton Racing | Porsche 911 RSR-19       | 77  | Christian Ried        | Wszystkie   | [ 14 ]                             |
| Proton Competition      | Porsche 911 RSR-19       | 88  | Harry Tincknell       | 1–4         | [ 14 ]                             |
| Proton Competition      | Porsche 911 RSR-19       | 88  | Ryan Hardwick         | 1–3         | [ 14 ]                             |
| Proton Competition      | Porsche 911 RSR-19       | 88  | Zacharie Robichon     | 1–3         | [ 14 ]                             |
| Proton Competition      | Porsche 911 RSR-19       | 88  | Jonas Ried            | 4           | [ 14 ]                             |
| Proton Competition      | Porsche 911 RSR-19       | 88  | Don Yount             | 4           | [ 14 ]                             |
| GR Racing               | Porsche 911 RSR-19       | 86  | Benjamin Barker       | Wszystkie   | [ 14 ]                             |
| GR Racing               | Porsche 911 RSR-19       | 86  | Riccardo Pera         | Wszystkie   | [ 14 ]                             |
| GR Racing               | Porsche 911 RSR-19       | 86  | Michael Wainwright    | Wszystkie   | [ 14 ]                             |
| NorthWest AMR           | Aston Martin Vantage AMR | 98  | Ian James             | 3–4, 6–7    | [ 14 ] [ 80 ] [ 81 ]               |
| NorthWest AMR           | Aston Martin Vantage AMR | 98  | Daniel Mancinelli     | 3–4, 6–7    | [ 14 ] [ 80 ] [ 81 ]               |
| NorthWest AMR           | Aston Martin Vantage AMR | 98  | Alex Riberas          | 3–4, 6–7    | [ 14 ] [ 80 ] [ 81 ]               |
| NorthWest AMR           | Aston Martin Vantage AMR | 98  | Paul Dalla Lana       | 1–2         | [ 14 ] [ 80 ] [ 81 ]               |
| NorthWest AMR           | Aston Martin Vantage AMR | 98  | Axcil Jefferies       | 1–2         | [ 14 ] [ 80 ] [ 81 ]               |
| NorthWest AMR           | Aston Martin Vantage AMR | 98  | Nicki Thiim           | 1–2         | [ 14 ] [ 80 ] [ 81 ]               |
| D'Station Racing        | Aston Martin Vantage AMR | 777 | Tomonobu Fujii        | Wszystkie   | [ 82 ]                             |
| D'Station Racing        | Aston Martin Vantage AMR | 777 | Casper Stevenson      | Wszystkie   | [ 82 ]                             |
| D'Station Racing        | Aston Martin Vantage AMR | 777 | Satoshi Hoshino       | 1–6         | [ 82 ]                             |
| D'Station Racing        | Aston Martin Vantage AMR | 777 | Liam Talbot           | 7           | [ 82 ]                             |
| Listy startowe          |                          |     |                       |             |                                    |

1. ↑  Zespół Heart of Racing(inne języki) przejął zgłoszenie NorthWest AMR po tym jak Paul Dalla Lana zadecydował o zakończeniu kariery wyścigowej ze skutkiem natychmiastowym. Z powodów regulaminowych nazwa zgłoszenia pozostała niezmieniona[81].

## Wyniki
Pogrubienie oznacza zwycięzców wyścigu bez podziału na kategorie.
| Runda | Tor     | Pole position                                | Zwycięzcy Hypercar                                    | Zwycięzcy LMP2                                              | Zwycięzcy LMGTE Am                              | Wyniki             |
| ----- | ------- | -------------------------------------------- | ----------------------------------------------------- | ----------------------------------------------------------- | ----------------------------------------------- | ------------------ |
| 1     | Sebring | #50 Ferrari AF Corse                         | #7 Toyota Gazoo Racing                                | #22 United Autosports                                       | #33 Corvette Racing                             | Wyniki szczegółowe |
| 1     | Sebring | Antonio Fuoco Miguel Molina Nicklas Nielsen  | Mike Conway Kamui Kobayashi José María López          | Frederick Lubin Philip Hanson Filipe Albuquerque            | Ben Keating Nicolás Varrone Nicky Catsburg      | Wyniki szczegółowe |
| 2     | Algarve | #8 Toyota Gazoo Racing                       | #8 Toyota Gazoo Racing                                | #23 United Autosports                                       | #33 Corvette Racing                             | Wyniki szczegółowe |
| 2     | Algarve | Sébastien Buemi Brendon Hartley Ryō Hirakawa | Sébastien Buemi Brendon Hartley Ryō Hirakawa          | Joshua Pierson Giedo van der Garde Oliver Jarvis            | Ben Keating Nicolás Varrone Nicky Catsburg      | Wyniki szczegółowe |
| 3     | Spa     | #7 Toyota Gazoo Racing                       | #7 Toyota Gazoo Racing                                | #41 Team WRT                                                | #83 Richard Mille AF Corse                      | Wyniki szczegółowe |
| 3     | Spa     | Mike Conway Kamui Kobayashi José María López | Mike Conway Kamui Kobayashi José María López          | Rui Andrade Robert Kubica Louis Delétraz                    | Luís Pérez Companc Lilou Wadoux Alessio Rovera  | Wyniki szczegółowe |
| 4     | Le Mans | #50 Ferrari AF Corse                         | #51 Ferrari AF Corse                                  | #34 Inter Europol Competition                               | #33 Corvette Racing                             | Wyniki szczegółowe |
| 4     | Le Mans | Antonio Fuoco Miguel Molina Nicklas Nielsen  | Alessandro Pier Guidi James Calado Antonio Giovinazzi | Jakub Śmiechowski Albert Costa Fabio Scherer                | Nicky Catsburg Ben Keating Nicolás Varrone      | Wyniki szczegółowe |
| 5     | Monza   | #7 Toyota Gazoo Racing                       | #7 Toyota Gazoo Racing                                | #28 JOTA                                                    | #77 Dempsey – Proton Racing                     | Wyniki szczegółowe |
| 5     | Monza   | Mike Conway Kamui Kobayashi José María López | Mike Conway Kamui Kobayashi José María López          | David Heinemeier-Hansson Pietro Fittipaldi Oliver Rasmussen | Christian Ried Mikkel Pedersen Julien Andlauer  | Wyniki szczegółowe |
| 6     | Fuji    | #7 Toyota Gazoo Racing                       | #7 Toyota Gazoo Racing                                | #41 Team WRT                                                | #54 AF Corse                                    | Wyniki szczegółowe |
| 6     | Fuji    | Mike Conway Kamui Kobayashi José María López | Mike Conway Kamui Kobayashi José María López          | Rui Andrade Robert Kubica Louis Delétraz                    | Thomas Flohr Francesco Castellacci Davide Rigon | Wyniki szczegółowe |
| 7     | Bahrain | #8 Toyota Gazoo Racing                       | #8 Toyota Gazoo Racing                                | #41 Team WRT                                                | #85 Iron Dames                                  | Wyniki szczegółowe |
| 7     | Bahrain | Sébastien Buemi Brendon Hartley Ryō Hirakawa | Sébastien Buemi Brendon Hartley Ryō Hirakawa          | Rui Andrade Robert Kubica Louis Delétraz                    | Sarah Bovy Michelle Gatting Rahel Frey          | Wyniki szczegółowe |

## Klasyfikacje
| Długość wyścigu | 1  | 2  | 3  | 4  | 5  | 6  | 7  | 8 | 9 | 10 | PP |
| --------------- | -- | -- | -- | -- | -- | -- | -- | - | - | -- | -- |
| 6 godzin        | 25 | 18 | 15 | 12 | 10 | 8  | 6  | 4 | 2 | 1  | 1  |
| 8 godzin        | 38 | 27 | 23 | 18 | 15 | 12 | 9  | 6 | 3 | 2  | 1  |
| 24 godziny      | 50 | 36 | 30 | 24 | 20 | 16 | 12 | 8 | 4 | 2  | 1  |

### Hypercar

#### Mistrzostwo świata kierowców Hypercar
| Poz. | Kierowca                                              | SEB | POR | SPA | LMS | MON | FUJ | BHR | Punkty |
| ---- | ----------------------------------------------------- | --- | --- | --- | --- | --- | --- | --- | ------ |
| 1    | Sébastien Buemi Brendon Hartley Ryō Hirakawa          | 2   | 1   | 2   | 2   | 6   | 2   | 1   | 172    |
| 2    | Mike Conway Kamui Kobayashi José María López          | 1   | 9   | 1   | NU  | 1   | 1   | 2   | 145    |
| 3    | Antonio Fuoco Miguel Molina Nicklas Nielsen           | 3   | 2   | NU  | 4   | 2   | 4   | 3   | 120    |
| 4    | James Calado Alessandro Pier Guidi Antonio Giovinazzi | 7   | 6   | 3   | 1   | 5   | 5   | 6   | 114    |
| 5    | Earl Bamber Alex Lynn Richard Westbrook               | 4   | 4   | 5   | 3   | 10  | 10  | 11  | 72     |
| 6    | Kévin Estre André Lotterer Laurens Vanthoor           | 6   | 3   | NU  | 8   | 7   | 3   | 5   | 71     |
| 7    | Dane Cameron Michael Christensen Frédéric Makowiecki  | 5   | 10  | 4   | 7   | 4   | 12  | 7   | 61     |
| 8    | Paul di Resta Mikkel Jensen Jean-Éric Vergne          | 9   | 7   | 8   | 6   | 3   | 8   | 9   | 51     |
| 9    | António Félix da Costa Will Stevens Yifei Ye          | –   | –   | 6   | 10  | 9   | 6   | 4   | 38     |
| 10   | Romain Dumas Olivier Pla                              | NS  | 8   | 7   | 5   | 8   | –   | –   | 34     |
| 11   | Loïc Duval Gustavo Menezes                            | NS  | 5   | 9   | 9   | 11  | 7   | 8   | 28     |
| 12   | Ryan Briscoe                                          | NS  | 8   | –   | 5   | –   | –   | 12  | 24     |
| 13   | Nico Müller                                           | NS  | 5   | 9   | 9   | 11  | –   | 8   | 22     |
| 14   | Franck Mailleux                                       | –   | –   | 7   | –   | –   | –   | –   | 6      |
| 15   | Stoffel Vandoorne                                     | –   | –   | –   | –   | –   | 7   | –   | 6      |
| 16   | Esteban Guerrieri                                     | 8   | NS  | NU  | NU  | 12  | 11  | 12  | 6      |
| 17   | Tom Dillmann                                          | 8   | NS  | NU  | NU  | –   | –   | –   | 6      |
| 18   | Jacques Villeneuve                                    | 8   | NS  | NU  | –   | –   | –   | –   | 6      |
| 19   | Nathanaël Berthon                                     | –   | –   | –   | –   | 8   | –   | –   | 4      |
| 20   | Gianmaria Bruni Harry Tincknell Neel Jani             | –   | –   | –   | –   | NU  | 9   | 10  | 2      |
| 21   | Tristan Vautier                                       | –   | –   | –   | NU  | 12  | 11  | 12  | 0      |
| 22   | João Paulo de Oliveira                                | –   | –   | –   | –   | 12  | 11  | –   | 0      |
| Poz. | Kierowca                                              | SEB | POR | SPA | LMS | MON | FUJ | BHR | Punkty |

| Legenda     | Legenda                  |
| Oznaczenie  | Wyjaśnienie              |
| ----------- | ------------------------ |
| Złoty       | Zwycięstwo               |
| Srebrny     | 2. miejsce               |
| Brązowy     | 3. miejsce               |
| Zielony     | Miejsce punktowane       |
| Niebieski   | Miejsce niepunktowane    |
| Niebieski   | Niesklasyfikowany (NS)   |
| Różowy      | Nie ukończył (NU)        |
| Czarny      | zdyskwalifikowany (DK)   |
| Czarny      | Wykluczony (WYK)         |
| Biały       | Nie wystartował (NW)     |
| Biały       | Wyścig odwołany (OD)     |
| Bez koloru  | Wycofany (WYC)           |
| Bez koloru  | Nie został zgłoszony (–) |
| Pogrubienie | Pole position            |

#### Mistrzostwo świata producentów Hypercar
Punkty dla producenta zdobywa najwyżej sklasyfikowane auto spośród maksymalnie dwóch wyznaczonych przez niego do punktowania w tej klasyfikacji.
| Poz. | Producent   | SEB | POR | SPA | LMS | MON | FUJ | BHR | Punkty |
| ---- | ----------- | --- | --- | --- | --- | --- | --- | --- | ------ |
| 1    | Toyota      | 1   | 1   | 1   | 2   | 1   | 1   | 1   | 217    |
| 2    | Ferrari     | 3   | 2   | 3   | 1   | 2   | 4   | 3   | 161    |
| 3    | Porsche     | 5   | 3   | 4   | 4   | 4   | 3   | 4   | 99     |
| 4    | Cadillac    | 4   | 4   | 5   | 3   | 9   | 8   | 9   | 79     |
| 5    | Peugeot     | 9   | 5   | 7   | 6   | 3   | 6   | 7   | 67     |
| 6    | Glickenhaus | NS  | 8   | 6   | 5   | 8   | –   | –   | 36     |
| 7    | Vanwall     | 8   | NS  | NU  | NU  | 11  | 9   | 10  | 10     |
| Poz. | Producent   | SEB | POR | SPA | LMS | MON | FUJ | BHR | Punkty |

#### Puchar świata zespołów Hypercar
W tej klasyfikacji każde auto jest traktowane jako oddzielny zespół.
| Poz. | Zespół                 | SEB | POR | SPA | LMS | MON | FUJ | BHR | Punkty |
| ---- | ---------------------- | --- | --- | --- | --- | --- | --- | --- | ------ |
| 1    | #38 Hertz Team JOTA    | –   | –   | 1   | 1   | 1   | 1   | 1   | 163    |
| 2    | #99 Proton Competition | –   | –   | –   | –   | NU  | 2   | 2   | 45     |

### LMP2

#### Trofeum endurance dla kierowców LMP2
| Poz. | Kierowca                                                    | SEB | POR | SPA | LMS | MON | FUJ | BHR | Punkty |
| ---- | ----------------------------------------------------------- | --- | --- | --- | --- | --- | --- | --- | ------ |
| 1    | Rui Andrade Louis Delétraz Robert Kubica                    | 4   | 3   | 1   | 2   | 3   | 1   | 1   | 173    |
| 2    | Albert Costa Fabio Scherer Jakub Śmiechowski                | 3   | 9   | 3   | 1   | 5   | 9   | 6   | 114    |
| 3    | Philip Hanson Frederick Lubin                               | 1   | 2   | 5   | 8   | 6   | 2   | 9   | 104    |
| 4    | Robin Frijns Sean Gelael Ferdinand Habsburg                 | 6   | 6   | 6   | 4   | NS  | 3   | 2   | 94     |
| 5    | Oliver Jarvis Josh Pierson                                  | NS  | 1   | 2   | 6   | 4   | 4   | 8   | 92     |
| 6    | Pietro Fittipaldi David Heinemeier Hansson Oliver Rasmussen | 5   | 7   | 9   | 9   | 1   | 6   | 3   | 84     |
| 7    | Julien Canal Charles Milesi Matthieu Vaxivière              | 8   | 8   | 7   | 3   | 2   | 5   | 7   | 83     |
| 8    | Filipe Albuquerque                                          | 1   | –   | 5   | 8   | –   | 2   | 9   | 78     |
| 9    | Daniił Kwiat Doriane Pin                                    | 2   | 4   | 10  | NU  | 7   | 10  | 5   | 63     |
| 10   | Filip Ugran Bent Viscaal                                    | 7   | 5   | 4   | 10  | 9   | 8   | 4   | 57     |
| 11   | Mirko Bortolotti                                            | 2   | 4   | 10  | NU  | –   | –   | 5   | 56     |
| 12   | Tom Blomqvist                                               | NS  | –   | 2   | 6   | –   | –   | 8   | 43     |
| 13   | Ben Hanley                                                  | –   | 2   | –   | –   | 6   | 4   | –   | 38     |
| 14   | Giedo van der Garde                                         | –   | 1   | –   | –   | 4   | –   | –   | 37     |
| 15   | Juan Manuel Correa                                          | –   | 5   | –   | 10  | –   | 8   | 4   | 34     |
| 16   | Gabriel Aubry Ryan Cullen Matthias Kaiser                   | 9   | 11  | NU  | 5   | NU  | 7   | NS  | 29     |
| 17   | Andrea Caldarelli                                           | 7   | –   | 4   | –   | 9   | 10  | –   | 24     |
| 18   | Olli Caldwell André Negrão Memo Rojas                       | NS  | 10  | 8   | 7   | 8   | 11  | 10  | 23     |
| 19   | Mathias Beche                                               | –   | –   | –   | –   | 7   | –   | –   | 6      |
| Poz. | Kierowca                                                    | SEB | POR | SPA | LMS | MON | FUJ | BHR | Punkty |

| Legenda     | Legenda                  |
| Oznaczenie  | Wyjaśnienie              |
| ----------- | ------------------------ |
| Złoty       | Zwycięstwo               |
| Srebrny     | 2. miejsce               |
| Brązowy     | 3. miejsce               |
| Zielony     | Miejsce punktowane       |
| Niebieski   | Miejsce niepunktowane    |
| Niebieski   | Niesklasyfikowany (NS)   |
| Różowy      | Nie ukończył (NU)        |
| Czarny      | zdyskwalifikowany (DK)   |
| Czarny      | Wykluczony (WYK)         |
| Biały       | Nie wystartował (NW)     |
| Biały       | Wyścig odwołany (OD)     |
| Bez koloru  | Wycofany (WYC)           |
| Bez koloru  | Nie został zgłoszony (–) |
| Pogrubienie | Pole position            |

#### Trofeum endurance dla zespołów LMP2
W tej klasyfikacji każde auto jest traktowane jako oddzielny zespół.
| Poz. | Zespół                        | SEB | POR | SPA | LMS | MON | FUJ | BHR | Punkty |
| ---- | ----------------------------- | --- | --- | --- | --- | --- | --- | --- | ------ |
| 1    | #41 Team WRT                  | 4   | 3   | 1   | 2   | 3   | 1   | 1   | 173    |
| 2    | #34 Inter Europol Competition | 3   | 9   | 3   | 1   | 5   | 9   | 6   | 114    |
| 3    | #22 United Autosports         | 1   | 2   | 5   | 8   | 6   | 2   | 9   | 104    |
| 4    | #31 Team WRT                  | 6   | 6   | 6   | 4   | NS  | 3   | 2   | 94     |
| 5    | #23 United Autosports         | NS  | 1   | 2   | 6   | 4   | 4   | 8   | 92     |
| 6    | #28 Jota                      | 5   | 7   | 9   | 9   | 1   | 6   | 3   | 84     |
| 7    | #36 Alpine Elf Team           | 8   | 8   | 7   | 3   | 2   | 5   | 7   | 83     |
| 8    | #63 Prema Racing              | 2   | 4   | 10  | NU  | 7   | 10  | 5   | 63     |
| 9    | #9 Prema Racing               | 7   | 5   | 4   | 10  | 9   | 8   | 4   | 57     |
| 10   | #10 Vector Sport              | 9   | 11  | NU  | 5   | NU  | 7   | NS  | 29     |
| 11   | #35 Alpine Elf Team           | NS  | 10  | 8   | 7   | 8   | 11  | 10  | 23     |
| Poz. | Zespół                        | SEB | POR | SPA | LMS | MON | FUJ | BHR | Punkty |

### LMGTE Am

#### Trofeum endurance dla kierowców LMGTE Am
W tabeli ujęto pierwsze 25 miejsc.
| Poz. | Kierowca                                             | SEB | POR | SPA | LMS | MON | FUJ | BHR | Punkty |
| ---- | ---------------------------------------------------- | --- | --- | --- | --- | --- | --- | --- | ------ |
| 1    | Nicky Catsburg Ben Keating Nicolás Varrone           | 1   | 1   | 2   | 1   | 4   | 2   | 7   | 173    |
| 2    | Sarah Bovy Rahel Frey Michelle Gatting               | 8   | 3   | 5   | 4   | 5   | 4   | 1   | 118    |
| 3    | Francesco Castellacci Thomas Flohr Davide Rigon      | 5   | 4   | NS  | 5   | 10  | 1   | 4   | 91     |
| 4    | Julien Andlauer Christian Ried Mikkel Pedersen       | 2   | 7   | 9   | NU  | 1   | 6   | 6   | 80     |
| 5    | Ahmad Al Harthy Michael Dinan Charlie Eastwood       | 9   | 8   | 3   | 2   | 7   | 13  | NS  | 65     |
| 6    | Benjamin Barker Riccardo Pera Michael Wainwright     | 7   | 11  | 12  | 3   | 3   | 8   | 8   | 64     |
| 7    | Takeshi Kimura                                       | 3   | 10  | 8   | NU  | NU  | 3   | 5   | 58     |
| 8    | Luís Pérez Companc Alessio Rovera Lilou Wadoux       | NS  | 2   | 1   | NU  | 6   | 9   | 9   | 56     |
| 9    | Alex Riberas Daniel Mancinelli Ian James             | –   | –   | 7   | 6   | –   | 7   | 3   | 51     |
| 10   | Scott Huffaker                                       | 3   | 10  | 8   | NU  | NU  | 3   | –   | 43     |
| 11   | Daniel Serra                                         | 3   | 10  | 8   | NU  | –   | –   | 5   | 43     |
| 12   | Simon Mann                                           | 4   | 5   | 6   | NU  | 9   | 12  | 11  | 38     |
| 13   | Ulysse de Pauw                                       | 4   | 5   | 6   | NU  | 9   | –   | –   | 38     |
| 14   | Matteo Cairoli                                       | 12  | 6   | WYC | 7   | 8   | 5   | 10  | 36     |
| 15   | Tomonobu Fujii Casper Stevenson                      | 10  | NS  | 10  | NU  | NU  | 10  | 2   | 31     |
| 16   | Matteo Cressoni Alessio Picariello Claudio Schiavoni | 6   | 12  | 11  | NU  | 2   | 11  | NU  | 30     |
| 17   | Liam Talbot                                          | –   | –   | –   | –   | –   | –   | 2   | 27     |
| 18   | P.J. Hyett Gunnar Jeannette                          | 12  | –   | WYC | 7   | –   | 5   | 10  | 24     |
| 19   | Stefano Costantini                                   | 4   | –   | –   | –   | –   | –   | –   | 18     |
| 20   | Diego Alessi                                         | –   | 5   | 6   | –   | –   | –   | –   | 18     |
| 21   | Ritomo Miyata                                        | –   | –   | –   | –   | –   | 3   | –   | 15     |
| 22   | Esteban Masson                                       | –   | –   | –   | –   | –   | –   | 5   | 15     |
| 23   | Harry Tincknell                                      | WYC | 9   | 4   | NU  | –   | –   | –   | 14     |
| 24   | Ryan Hardwick Zacharie Robichon                      | WYC | 9   | 4   | –   | –   | –   | –   | 14     |
| 25   | Guilherme de Oliveira                                | –   | 6   | –   | –   | 8   | –   | –   | 12     |
| Poz. | Kierowca                                             | SEB | POR | SPA | LMS | MON | FUJ | BHR | Punkty |

| Legenda     | Legenda                  |
| Oznaczenie  | Wyjaśnienie              |
| ----------- | ------------------------ |
| Złoty       | Zwycięstwo               |
| Srebrny     | 2. miejsce               |
| Brązowy     | 3. miejsce               |
| Zielony     | Miejsce punktowane       |
| Niebieski   | Miejsce niepunktowane    |
| Niebieski   | Niesklasyfikowany (NS)   |
| Różowy      | Nie ukończył (NU)        |
| Czarny      | zdyskwalifikowany (DK)   |
| Czarny      | Wykluczony (WYK)         |
| Biały       | Nie wystartował (NW)     |
| Biały       | Wyścig odwołany (OD)     |
| Bez koloru  | Wycofany (WYC)           |
| Bez koloru  | Nie został zgłoszony (–) |
| Pogrubienie | Pole position            |

#### Trofeum endurance dla zespołów LMGTE Am
W tej klasyfikacji każde auto jest traktowane jako oddzielny zespół.
| Poz. | Zespół                      | SEB | POR | SPA | LMS | MON | FUJ | BHR | Punkty |
| ---- | --------------------------- | --- | --- | --- | --- | --- | --- | --- | ------ |
| 1    | #33 Corvette Racing         | 1   | 1   | 2   | 1   | 4   | 2   | 7   | 173    |
| 2    | #85 Iron Dames              | 8   | 3   | 5   | 4   | 5   | 4   | 1   | 118    |
| 3    | #54 AF Corse                | 5   | 4   | NS  | 5   | 10  | 1   | 4   | 91     |
| 4    | #77 Dempsey – Proton Racing | 2   | 7   | 9   | NU  | 1   | 6   | 6   | 80     |
| 5    | #25 ORT by TF               | 9   | 8   | 3   | 2   | 7   | 13  | NS  | 65     |
| 6    | #86 GR Racing               | 7   | 11  | 12  | 3   | 3   | 8   | 8   | 64     |
| 7    | #57 Kessel Racing           | 3   | 10  | 8   | NU  | NU  | 3   | 5   | 58     |
| 8    | #83 Richard Mille AF Corse  | NS  | 2   | 1   | NU  | 6   | 9   | 9   | 56     |
| 9    | #98 NorthWest AMR           | 11  | 13  | 7   | 6   | –   | 7   | 3   | 51     |
| 10   | #21 AF Corse                | 4   | 5   | 6   | NU  | 9   | 12  | 11  | 38     |
| 11   | #56 Project 1 – AO          | 12  | 6   | WYC | 7   | 8   | 5   | 10  | 36     |
| 12   | #777 D'Station Racing       | 10  | NS  | 10  | NU  | NU  | 10  | 2   | 31     |
| 13   | #60 Iron Lynx               | 6   | 12  | 11  | NU  | 2   | 11  | NU  | 30     |
| 14   | #88 Proton Competition      | WYC | 9   | 4   | NU  | –   | –   | –   | 14     |
| Poz. | Zespół                      | SEB | POR | SPA | LMS | MON | FUJ | BHR | Punkty |